# Segnaletica a muro nella seconda guerra mondiale

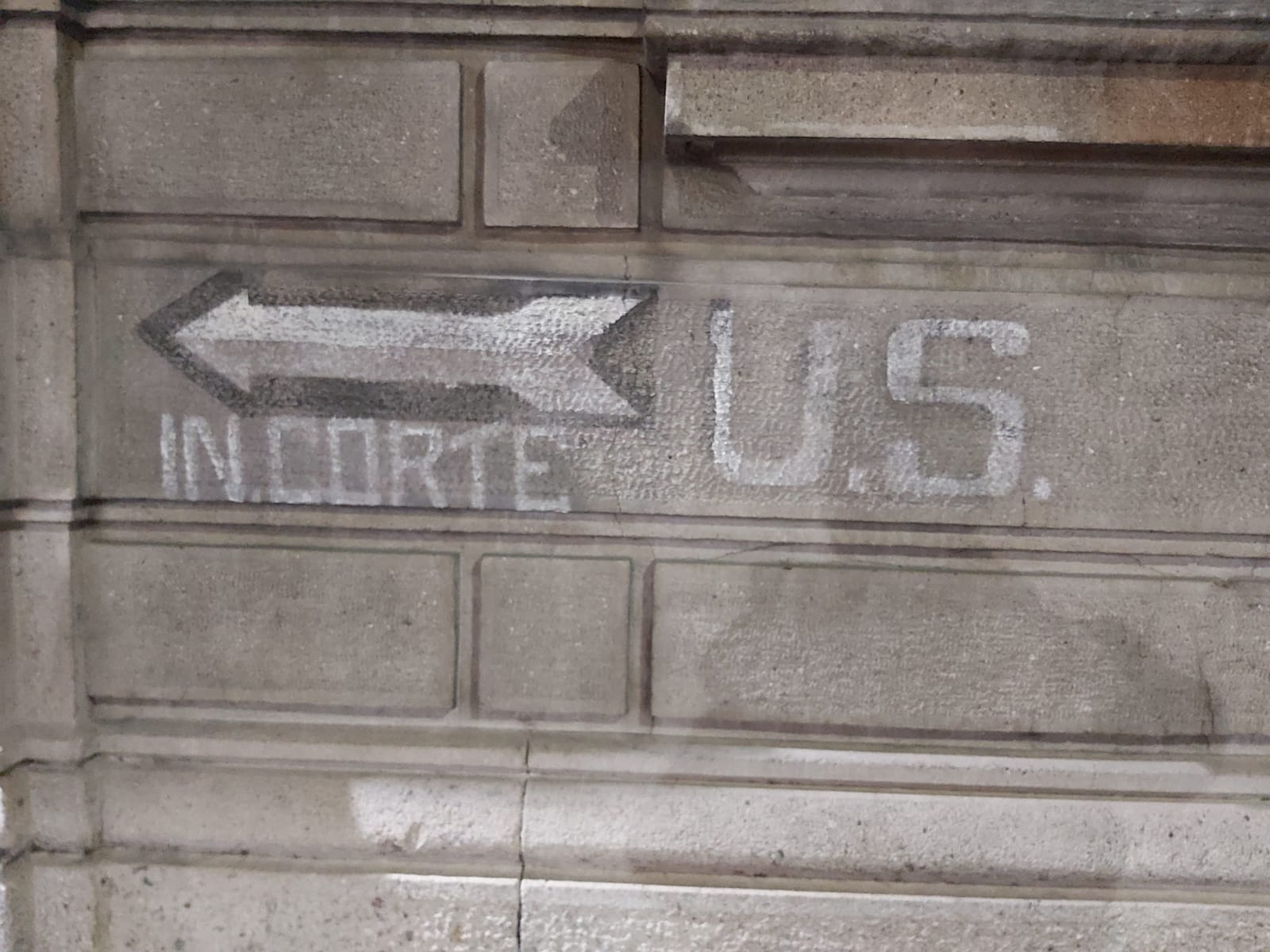
Indicazione "Uscita di sicurezza" in corte su un edificio di Milano.

Durante la seconda guerra mondiale sui muri delle città italiane furono dipinti (spesso con l’uso della membranite, un legante per pitture che le rendeva estremamente resistenti alle intemperie) diversi segnali distintivi per la protezione antiaerea (noti anche come segnaletica a muro, pittogrammi, graffiti di guerra o indicazioni murarie). Si trattava di simboli (scritte, frecce e lettere) destinati a favorire l'individuazione dei rifugi da parte della popolazione durante i bombardamenti e ad aiutare l’opera di pronto intervento delle squadre di soccorso, facilitando ad esempio la rapida individuazione degli attacchi per gli idranti e delle uscite di sicurezza dei rifugi.
Particolari segnali furono utilizzati anche per evidenziare dal cielo gli edifici meritevoli di speciale protezione per la loro specifica funzione (ospedali, chiese e monumenti) nella speranza - rimasta vana - che fossero rispettati dai bombardieri nemici. Infine vanno citate le molteplici scritte presenti nei ricoveri, con un’ampia varietà di inviti, prescrizioni e divieti; così come i “graffiti” vergati sulle pareti dai frequentatori, costretti a passare nell'angoscia lunghe ore chiusi nei sotterranei.

## Normativa

### Disposizioni e circolari
Sino ad ora non si è trovata negli archivi alcuna tabella di riferimento univoco con l'indicazione delle misure e delle tipologie grafiche da rispettare. La grande varietà di fogge presenti nelle città italiane fa pensare che, pur in un quadro di massima generale, i segnali siano stati declinati liberamente nel disegno a livello locale.
Nel fascicolo V dell'Istruzione sulla Protezione antiaerea del 28 marzo 1938, dedicato ai ricoveri, veniva specificato al punto 36 (Arredamento interno dei ricoveri) che “apposite tabelle disposte agli accessi, lungo i corridoi e in ogni cella, servono ad indicare l’itinerario che gli occupanti devono percorrere per raggiungere il posto loro assegnato, nonché il contegno da tenere durante la sosta nel ricovero”.
Il 17 giugno 1940 fu emanato un Decreto del Duce con la “Determinazione di segni distintivi per la protezione di edifici e monumenti dai bombardamenti”.
Sempre al 1940 risalgono alcuni ordini di servizio del Governatorato di Roma, nei quali si fa cenno alla presenza di “lumi indicatori esterni” ai ricoveri, alla disponibilità di “cartelli indicatori da collocare all'esterno dei rifugi in aggiunta a quelli già esistenti” (ordine n.16 del 22/8/1940); come alla necessità di “completamento dei segnalatori luminosi con l'indicazione scritta del numero delle persone di cui è capace ogni ricovero, ove pertanto non deve essere assolutamente ammesso un numero di persone superiore a quello fissato” (ordine n.22 del 20/11/1940).
Una disposizione del Ministero dell’Interno del 30 gennaio 1941, indirizzata ai prefetti, raccomandava “l’ubicazione di grafici (ovvero di cartellonistica) indicanti l’accesso ai ricoveri pubblici antiaerei, illuminati di notte da una lampadina azzurrata protetta verso l’alto”.
Altri documenti d'archivio testimoniano la produzione e l'installazione a Milano, tra febbraio e marzo del 1941, di dispositivi luminosi in metallo con la scritta “Ricovero” - approvati dal Ministero della Guerra - per indicare gli ingressi dei rifugi antiaerei pubblici. La circolare n.132 del Ministero dell'Interno del 10 ottobre 1941, riferita all'impiego di targhe o cartelli luminescenti, prescriveva di “non utilizzarli per l’indicazione di ricoveri privati in quanto questo può ingenerare confusione e attrarre impropriamente folla”.
Nel corso del 1942 altre circolari ministeriali hanno riguardato l’argomento dei “cartelli e scritte indicatrici delle installazioni”, anche con la prescrizione del dovuto “dispositivo luminoso per segnalazione ricoveri”. Si può citare la circolare n. 233 del Ministero dell’Interno del 2/8/1942, secondo la quale “nei locali di pubblico spettacolo provvisti di ricoveri di capienza adeguata dovranno essere affisse tabelle con l’indicazione della capienza del ricovero e frecce indicative del cammino da percorrere; nei locali con ricoveri inadeguati dovranno essere affisse tabelle con l’indicazione dei ricoveri pubblici o collettivi più vicini”.
Di particolare importanza la circolare n.287 del Ministero dell’Interno del 22 dicembre 1942, che fissava forme e dimensioni dei dispositivi luminosi per la segnalazione dei ricoveri e in particolare degli indicatori a vernice luminescente (direzione e ingresso) e di quelli a trasparenza di luce (direzione e ingresso). Alla circolare sono allegati dei disegni esplicativi. La successiva circolare n.296 del 9 gennaio 1943, elencando le azioni dei capi fabbricato, disponeva che fossero in possesso della situazione dei ricoveri negli edifici vicini e delle relative uscite che “dovranno essere indicate dipingendo nel muro esterno dei fabbricati in modo ben visibile una freccia come da unito disegno”. Infine la circolare n.316 del 9 marzo 1943 prevedeva al punto 5 che “sul muro esterno di ciascun fabbricato ove esista un ricovero pubblico oppure casalingo dovranno essere dipinte una o più frecce indicative del tipo stabilito con la circolare 296, in corrispondenza dei relativi accessi (entrata e uscite di sicurezza). Inoltre sui muri esterni delle case di fronte a quelle ove esiste un ricovero (pubblico o casalingo) e in esatta corrispondenza degli accessi al ricovero stesso, dovrà essere dipinto un disco bianco con una striscia verticale rossa (vedi Allegato n.2)”.

### Dispositivi luminosi
Per quanto riguardava i dispositivi luminosi - come riportato in un articolo del Corriere della Sera del 2 novembre 1940 - potevano essere adottati, oltre che per indicare i ricoveri antiaerei, anche per farmacie, medici, ostetriche, telefoni, generi di privativa, bar, caffè, ristoranti ed esercizi pubblici in genere. In ogni caso dovevano essere esclusivamente del tipo approvato dal Ministero della Guerra (requisiti e modalità d'uso erano stati specificati nelle circolari n.11200 del 27/9/1940 e n.16500 del 19/11/1940). In particolare era stato precisato che “le lampadine applicate a detti dispositivi non dovranno eccedere la intensità luminosa prescritta, che non potrà mai essere superiore ai 5 watt. All’uopo gli interessati dovranno presentare al Comitato Provinciale di Protezione Antiaerea presso la Prefettura apposita domanda in carta semplice, precisando l’apparecchio scelto e il punto ove intendono installarlo. A cura del Comitato sarà provveduto all’accertamento inteso ad assicurare che detti apparecchi, al momento dell’allarme e alla chiusura dell’esercizio, rimangano spenti. L’inosservanza di queste disposizioni sarà punita a termini di legge”. In tema di dispositivi luminosi sono da citare anche la circolare n.75 (20/6/1941), la n.109, n.121 e n.125 - tra agosto e settembre 1941 - con brevetti delle ditte Zupero, Scolari e Musanti; infine la n.182 (3/4/1942) e la n.227 (12/7/1942) relative all'illuminazione esterna dei negozi.

### Vernici luminescenti
Anche l’utilizzo di vernici luminescenti e fluorescenti (che divengono luminose con l’azione della luce solare o con l’ausilio di speciali lampade a raggi ultravioletti) era stato normato con le circolari n.89 (18/7/1941), n.116 (7/9/1941), n.124 (14/9/1941), n.127 (21/9/1941) e n.162 (22/1/1942), attraverso le quali il Ministero dell’Interno aveva diramato le prescrizioni per l’uso delle tabelle a “luce nera” e delle indicazioni su speciali dispositivi basati su tale principio. Mentre il Ministero della Guerra - con le Circolari n.6810 (14/8/1940), n.12990 (16/10/1940) e n.14100 (26/10/1940) - aveva posto infatti alcune limitazioni all’uso di tabelle dipinte con vernici luminescenti e fluorescenti, il Ministero dell’Interno aveva poi abolito tali limitazioni, ritenendo che la luminosità di queste targhe “non potesse essere di pregiudizio agli effetti dell’oscuramento”.

## Salvaguardia: censimento e atlante nazionale
Con il passare dei decenni, le ritinteggiature e i rifacimenti delle facciate dei palazzi - oltre ai vandalismi dei graffitisti - hanno via via cancellato dal panorama urbano gran parte di queste labili tracce della memoria bellica. Nel 2016 il Network Italiano Bunker e Rifugi Antiaerei ha avviato un censimento per creare un Atlante nazionale dei segnali distintivi per la protezione antiaerea. L’obiettivo è quello di documentare i simboli e le scritte ancora esistenti, sensibilizzando alla loro salvaguardia le istituzioni pubbliche e i proprietari degli stabili. Al momento è disponibile la consultazione online dell'Atlante relativo alla città di Roma e dell'Atlante relativo alla città di Genova. Ma sono stati avviati censimenti anche a Milano, Torino, Bologna e Parma (solo per citarne alcuni). 
Sin dal 2013 il Nibra - in particolare su impulso di Lorenzo Grassi - ha lanciato una campagna per tutelare queste antiche tracce della memoria. Negli ultimi anni, in alcune occasioni, grazie ad un intervento di interessamento della direzione lavori dei cantieri, si è riusciti a salvare in extremis i simboli. Si può citare tra gli altri l'esempio della segnalazione di super idrante che è stata ridisegnata nel 2017 sulla facciata di un edificio al civico 176 di Corso Vittorio Emanuele II a Roma.
Un ottimo esempio a livello nazionale è quello di Faenza (Ravenna) che nel 2015 ha approvato un Regolamento Urbanistico Comunale che è stato tra i primi in Italia a dare valore normativo per la collettività alle “Emergenze architettoniche fragili con valore storico”. Tra queste - nel censimento dell'Allegato A3 - sono stati inseriti anche nove simboli identificativi della Seconda guerra mondiale: indicazioni dei rifugi antiaereo (che curiosamente a Faenza sono costituite da cerchi concentrici a formare il tricolore della bandiera italiana), percorsi e altre simbologie. Nel 2017, grazie ad un finanziamento dei lavori di ripristino offerto dal Rotary Club di Faenza, i simboli sono stati sottoposti ad un restauro scientifico con recupero pittorico. Accanto ai simboli sono state apposte delle targhette esplicative. Il progetto è stato curato da Ennio Nonni e Federica Drei, mentre il ridisegno è stato effettuato dall'artista Cristiano Marchetti.

### Classificazione
Il Nibra ha elaborato una proposta di classificazione (con categorie e sottocategorie). Occorre però ricordare che si osservano nelle diverse città simboli simili ma non identici (variabili nelle dimensioni e nei colori) e che per alcune lettere manca al momento un’interpretazione certa, non essendo stati trovati riscontri in documenti ufficiali.

#### Scritte esterne
- Rifugio - Ricovero (indicazione semplice)
- Rifugio - Ricovero (con indirizzo o capienza)
- Altre (Roggia)

La scritta esterna più comune è la parola “Rifugio” o “Ricovero”, accompagnata o meno da una freccia. In alcuni casi è seguita dalla parola “Ingresso” o, in prossimità dello stesso, dalla specifica della capienza con il numero dei posti. Tra le altre tipologie di scritte esterne c'è l’indicazione “Roggia” (inserita in un cerchio bianco bordato di nero e presente, ad esempio, al Policlinico di Milano) che serviva a segnalare la vicinanza di un canale dove i vigili del fuoco avrebbero potuto levare acqua per spegnere eventuali incendi.

#### Frecce indicative
- Rifugio - Ricovero
- Uscite di sicurezza

Le frecce stilizzate sono principalmente in bianco e nero, con contorno più o meno bordato. Sono utilizzate accoppiate - anche in rosso - per indicare le uscite di sicurezza.

#### Lettere
- C = Cisterna - Canale
- F = Fontana (in scantinato) - Fogna (condotto di fuga)
- Fp = Fontana (con acqua potabile)
- Gas = Impianti e tubature del gas
- I = Attacco idrante
- Im = Attacco idrante (con acqua marina)
- P = Pozzo - Pompa
- R = Rifugio - Ricovero
- Rc o R in C = Rifugio in corte o cortile
- S = Serbatoio idrico (ipotesi)
- U = Ufficio di protezione antiaerea (Sede Unpa)
- US = Uscita di sicurezza
- US in C = Uscita di sicurezza in corte o cortile
- V = Ventilazione (presa d’aria del rifugio)

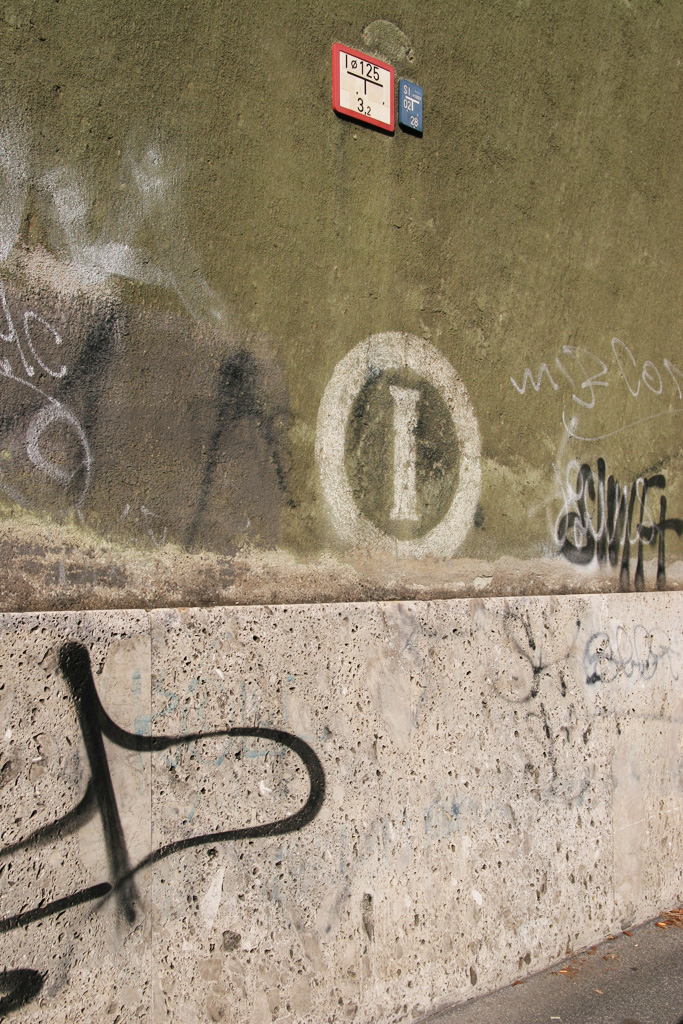
Segnale attacco di "Idrante".

Sono principalmente di colore nero su sfondo bianco, all'interno di un cerchio bordato di nero. La lettera più ricorrente è la R di Rifugio - Ricovero, sia su campo bianco che nero, spesso inserita in una freccia. Compare anche nella versione con la C per indicare l’ubicazione in una corte o cortile. Lo stesso vale per la sigla US dell’uscita di sicurezza, quasi sempre sul retro degli edifici o ai lati delle finestrelle degli scantinati, accompagnata da frecce e bande di colore bianco-rosso.
La seconda lettera più ricorrente è la I che, talvolta accompagnata da una targhetta metallica, segnalava la presenza di un attacco per idrante (nelle immediate vicinanze sono poste le bocchette dell'acqua rasoterra o chiuse da tombini). A Genova è stata segnalata una variante con l'aggiunta della M come specifica di utilizzo di acqua marina. Sempre con finalità di intervento antincendio c'erano la C (che in alcune città segnalava la presenza di cisterne, mentre in altre quella di canali) e la P (per indicare sia la disponibilità di pozzi che scorte idriche dotate di pompe di sollevamento).
Altra lettera importante era la V - quasi sempre accompagnata da frecce verticali in posizione elevata - che segnalava l'ubicazione delle prese d'aria in superficie dei rifugi sotterranei e dunque i punti da liberare con estrema urgenza da eventuali macerie dei bombardamenti per evitare che le persone rimanessero soffocate.
Alcune lettere sono ad oggi di interpretazione controversa in assenza di documenti ufficiali: ad esempio la F segnalata a Genova e Parma (un'ipotesi è il riferimento alla presenza di una fontana negli scantinati, con la specifica della "p" in caso di disponibilità di acqua potabile; ma è stata trovata utilizzata anche per indicare la presenza di condotti fognari come vie di fuga), oppure la S presente a Roma (per la quale è stato ipotizzato un rimando alla presenza di serbatoi idrici per uso antincendio).
Ancora più rara la U con stellette tricolori o bianche e rosse posizionate alla base in semicerchio, la cui presenza è segnalata dall'Associazione ASTEC solo a Torino, che indicava gli uffici incaricati della protezione antiaerea (come le sedi dell'Unpa).  Nel capoluogo del Piemonte è presente - come segnalato sempre dall'Associazione ASTEC - anche un cerchio con la scritta "Gas" per indicare la presenza di impianti o tubature.

#### Simboli
- Ospedali e presidi sanitari
- Edifici non bombardabili (monumenti storici, culto, arti e scienze)
- Altro (Rifugio - Ricovero, fronte rifugio, uscite di sicurezza)

Per evidenziare ai bombardieri nemici la presenza di ospedali furono dipinte inizialmente (anche su tetti e terrazzi) le tradizionali croci rosse. Ad una settimana dall'entrata in guerra dell'Italia, il 17 giugno 1940, fu emanato un decreto del Duce con la “Determinazione di segni distintivi per la protezione di edifici e monumenti dai bombardamenti”. Il simbolo convenzionale internazionale prescelto per indicare gli edifici “non bombardabili” era un rettangolo contenuto in un campo di colore giallo e diviso in diagonale in due triangoli: uno di colore nero e l’altro di colore bianco. 
Questo simbolo - di grandi dimensioni e talvolta realizzato anche in tela - avrebbe dovuto salvaguardare gli “edifici consacrati ai culti, alle arti, alle scienze e alla beneficenza, nonché i monumenti storici, gli ospedali civili e altri centri di raccolta di malati e feriti”. Purtroppo questa speranza di immunità restò aleatoria. A Torino, ad esempio sui magazzini della stazione ferroviaria di Porta Nuova, è presente invece un simbolo con bollo rosso che “marchiava” gli stabili potenzialmente a rischio di bombardamento perché situati in prossimità di obiettivi sensibili (come fabbriche e infrastrutture di trasporto). 
Tra la fine del 1944 e gli inizi del 1945 - secondo alcune fonti su impulso delle autorità tedesche - gli ospedali vennero poi evidenziati con un quadrato (o un rombo) rosso all'interno di un cerchio bianco (questi simboli sono ancora visibili sulle pareti del Policlinico di Milano o dell'Ospedale Molinette di Torino). A Genova, infine, è presente un simbolo con croce azzurra che probabilmente segnalava la presenza di un presidio medico. 
Vi erano poi dei simboli dedicati ad evidenziare la presenza di rifugi - ricoveri: dei cerchi sia in bianco e nero che a colori (come nel caso di Faenza con il tricolore italiano). Chiudono la panoramica il simbolo che veniva posto sugli edifici di fronte ai rifugi (cerchio bianco con banda centrale rossa), il bollo rosso per gli edifici "a rischio" (o perché vicini ad obiettivi sensibili - quali le ferrovie o le fabbriche - o perché già colpiti e pericolanti). Infine le strisce rosse usate per evidenziare la presenza di uscite di sicurezza. 

#### Scritte interne ai rifugi
- Informazioni logistiche (capienza, utilizzo, orientamento e servizi)
- Inviti e consigli di comportamento (indicazioni di movimento)
- Prescrizioni di sicurezza
- Divieti e obblighi (salubrità dell'aria)
- Motti, slogan e riferimenti religiosi

Nei locali dei rifugi antiaerei, angusti e affollati, venivano disegnate scritte - o affissi cartelli - che andavano dalle informazioni logistiche e dai semplici inviti dettati dal buon senso, sino alle prescrizioni di sicurezza e ai divieti tassativi (con minaccia di conseguenze penali). Ve ne sono davvero di ogni genere: dalle norme di comportamento (avanzare, stare calmi, in silenzio e seduti), a quelle pratiche (non fumare, non sputare, non introdurre materassi, animali o bici, non sostare nei corridoi). E ancora: dagli obblighi (come quello di non abbandonare il ricovero prima della certezza del cessato allarme), sino ai dettami religiosi (non bestemmiare). In alcuni casi sono presenti anche motti e slogan del regime.
Talvolta venivano affissi anche dei santini e il Comitato centrale antiblasfemo aveva invitato i capi fabbricato e i proprietari di case a collocare nei rifugi un crocifisso con - a caratteri ben visibili - la giaculatoria: “Gesù mio, Misericordia”. Con un decreto del 23 dicembre 1942 la Sacra Penitenzieria Apostolica aveva infatti ufficializzato la decisione di Papa Pio XII di concedere l’indulgenza plenaria a tutti i fedeli che si fossero mostrati contriti e avessero recitato devotamente la giaculatoria mentre si trovavano in “imminente pericolo di vita” per i bombardamenti.

#### Graffiti e disegni
Molte sono le scritte lasciate sulle pareti dei rifugi dai frequentatori, che in quegli ambienti affollati passavano lunghe ore di angoscia. In questo caso si parla di “graffiti”. Si va dalle semplici firme (alcune con data e orario dei bombardamenti), sino alle implorazioni (“Qui le sere di allarmi passiamo” o “Fame da lupo”) e non mancano gli sfottò politici.
In rari casi sono presenti disegni realizzati dai soldati per decorare i locali utilizzati a scopo bellico. In questo senso sono da ricordare, anche se non rientrano nella casistica della protezione antiaerea, le scritte murarie realizzate dalle forze militari (tedesche e alleate) per orientamento e prescrizioni varie (come quelle “Off limits” e “Out of Bounds” che a Genova segnalavano ai soldati i quartieri pericolosi dove era meglio non inoltrarsi).

## All'estero
Anche in altri Paesi durante la seconda guerra mondiale furono adottate segnaletiche analoghe, soprattutto per indicare la presenza dei rifugi.
Sono da ricordare laː
- S  (Shelter) utilizzata in Gran Bretagna,
- Abri in Francia,
- Refugio in Spagna (durante la guerra civile),
- Luftschutzkeller o Luftschutzraum in Germania e Austria (con frecce marcate "NA" cioè Notausstieg per le uscite di sicurezza).